# Дженсън Хуанг
Дженсън Хуанг (на английски: Jensen Huang, на китайски: 黃仁勳 или Huáng Rénxūn (Хуан Женсюн), род. 17 февруари 1963 г.) е американски бизнесмен, милиардер и електроинженер, президент и главен изпълнителен директор на Nvidia. Той съосновава Nvidia през 1993 г. на 30-годишна възраст, а през юни 2024 г. тя става най-голямата компания в света по пазарна капитализация. Към юни 2024 г. Forbes оценява нетното състояние на Хуанг на 118 млрд. щ.д., което го прави 11-ият най-богат човек в света.

## Биография

### Ранни години
Хуанг Женсюн е роден на 17 февруари 1963 г. в град Тайнан, Република Китай. Когато е на 6 години, семейството се мести в Банкок (Тайланд). В края на 1960-те години, след пребиваване в Ню Йорк в рамките на програма за повишение на квалификацията, баща му решава да изпрати децата в САЩ. В 1972 г. 9-годишният Женсюн и неговият 10-годишен брат са преместени при техни чичо и леля в град Такома, щат Вашингтон. Там Женсюн започва да пише името си като Дженсън (на английски: Jensen). Роднините изпращат братята в баптисткото училище-интернат „Онейда“ в източно Кентъки, а по-късно семейството на Хуанг се събира в щата Орегон, където Дженсън завършва разположеното в Бивъртън средно училище „Алоха“.

### Образование и кариера
В гимназията Дженсън се интересува от компютърни технологии и продължава образованието си в Орегонския щатски университет, където учи компютърни науки и проектиране на интегрални схеми. След получаване на бакалавърска степен по електроинженерство през 1984 г., Дженсън започва кариерата си в Advanced Micro Devices (AMD) като дизайнер на чипове. От AMD той преминава в LSI Corporation, където работи на различни длъжности до 1993 г. В частност, Дженсън ръководи Coreware – отдела на LSI Logic, отговорен за развитието на системите на един кристал. През 1992 г. Дженсън получава степента магистър по електротехника в Станфордския университет.

### NVIDIA
През 1993 г. Дженсън Хуанг заедно със своите приятели Крис Малаховски (Chris Malachowsky) и Къртис Прим (Curtis Priem), които работят тогава като инженери в Sun Microsystems, основават Nvidia, собствена компания с начален капитал 40 хил. щ.д. От април 1993 г. Дженсън Хуанг заема в новосъздадената компания позициите на президент и главен изпълнителен директор и е включен в в съвета на директорите. Компанията се ориентира към пазара на графични процесори (GPU), привлича инвестиции от фондовете Sequoia Capital и Sutter Hill Ventures и през 1995 г. излиза на пазара с мултимедийната карта NV1. Първият продукт се оказва търговски неуспешен, но NVIDIA продължава разработките, и през 1997 г. представя успешната RIVA 128, а след това през 1999 г. – GeForce 256.
Докато през 1996 г. на пазара за графични ускорители се конкурират около 30 компании, то през първата половина на 2000-те години се формира дуополът между NVIDIA и канадската компания ATI. През втората половина на десетилетието, след продажбата на ATI на Advanced Micro Devices, NVIDIA се утвърждава като лидер и към 2018 г. запазва статута си на най-големия производител на дискретна графика в света с пазарен дял от 74,3%. През 2006 г. NVIDIA представя софтуерна и хардуерна архитектура за паралелни изчисления на графични процесори CUDA, чиито възможности са най-пълно реализирани в изчислителните ускорители Tesla. Към 2018 г. ускорители Tesla са внедрени в 127 от 500-те суперкомпютъра, включени в класацията Top500 на най-бързите устройства от този тип.
Под ръководството на Дженсън Хуанг NVIDIA се фокусира върху четири основни пазара: игри, професионална визуализация, центрове за данни и автомобилостроене. През последните години пазарът на изкуствен интелект се превръща във важен фокус за компанията.

## Личен живот

### Семейство
Дженсън се запознава с бъдещата си съпруга Лори Милс, когато е назначен да бъде неин наставник в лабораторията по основи на електротехниката в Орегонския щатски университет. Сватбата се състои 5 години по-късно. Двойката има син Спенсър и дъщеря Мадисън. Спенсър отваря бар в Тайпе през 2015 г., който е отличѐн от Forbes като един от 50-те най-добри барове в Азия. Барът затваря през май 2021 г. и към 2024 г. Спенсър е продуктов мениджър в Nvidia. Мадисън преди това е работила в хотелиерската индустрия, а в момента е директор на продуктовия маркетинг в Nvidia.
Трябва да се отбележи, че Дженсън Хуанг е свързан с президента и главен изпълнителен директор на най-големия конкурент на NVIDIA, Advanced Micro Devices. От 2014 г. AMD се ръководи от Лиза Су – племенница на Дженсън.

### Състояние
Към септември 2020 г. Forbes оценява състоянието на Дженсън Хуанг на 11,6 млрд. щ.д. По оценка на списанието, той заема 361-во място в рейтинга на милиардерите за 2020 г., 51-во место в списъка на най-богатите американци Forbes 400 за 2020 г. и 61-во място в списъка на най-богатите представители на технологичния отрасъл за 2020 г. От годишния отчет на Nvidia за 2016 г. се вижда, че Дженсън Хуанг пряко и непряко, лично и съвместно със съпругата си, притежава 4,02% от капитала на компанията. Неговото възнаграждение като президент и главен изпълнителен директор на Nvidia за 2017 г. е 996 хил. щ.д., с бонуси от около 11,2 млн. щ.д.

### Благотворителност
Дженсън и съпругата му участват активно в благотворителна дейност, подкрепяйки проекти в областта на образованието и точните науки. През 2008 г. те предоставят 5 млн. щ.д. финансиране за създаване на лаборатория за изследване на рака в Oregon Health & Science University, кръстена на Джеймс Милс, бащата на Лори, който се бори с хронична миелоидна левкемия от 2001 г. От 2008 г. до 2010 г. тяхно дарение от 30 млн. щ.д. е използвано за изграждането на инженерния център Jensen Huang в Станфордския университет, проектиран от портландското архитектурно бюро Bora Architects. През 2014 г. семейство Хуанг дава 1 млн. щ.д. на отдела на City Year в Сан Хосе, Калифорния, организация с нестопанска цел, която предоставя наставничество и академична помощ на студенти. Това става най-голямото единично дарение в историята на тази НПО. Също така, заедно с Мелинда Гейтс, Дженсън и Лори подкрепят дейностите на AI4ALL, социално ориентирана организация, която обучава жени по темата за изкуствения интелект.

### Обществена дейност
От 1999 г. Дженсън Хуанг участва в борда на попечителите на RAND), мозъчен тръст, посветен на изследванията за общественото благосъстояние и националната сигурност. През 2005 г. е избран в борда на директорите на най-голямата американска индустриална асоциация – Semiconductor Industry Association. Също така Хуанг е член на организацията Committee of 100, застъпваща се за разширяване на културните връзки между Съединените щати и КНР.

## Признание
Дженсен Хуанг е действителен член (на английски: Fellow) на своята алма матер, Орегонския щатски университет, а също има степен Honoris causa на Орегонския щатски университет и на National Chiao Tung University в Синчжу, Тайван.
Постиженията на Дженсън Хуанг в областта на технологичното предприемачество са отбелязани с множество почетни титли. През 2000 г. консултантската компания Ernst & Young го избира за „Технологичен предприемач на годината“. През 2002 г. Южнокалифорнийският университет удостоява Хуанг с премията „Даниел Епщайн“ (Daniel Epstein Engineering Management Award) за постижения в технологичния мениджмънт. През 2004 г. Асоциацията на полупроводниковите фаблес („безфабрични“) компании му връчва наградата Morris Chang (Mr. Morris Chang Exemplary Leadership Award) за изключително лидерство. През 2007 г. фондът Silicon Valley Education Foundation удостоява Дженсън Хуанг с наградата Pioneer Business Leader Award за постижения в бизнеса и филантропията. През 2016 г. Forbes нарича Дженсън Хуанг един от изключителните предприемачи, оформящи развитието на цели високотехнологични индустрии в списъка Global Game Changers. Harvard Business Review в рамките на ежегодния си рейтинг нееднократно включва Дженсън Хуанг в числото на най-добрите главни изпълнителни директори в целия свят. През 2018 г. списание Data Economyst включва Дженсън Хуанг в списъка EDGE 50 на 50-те най-влиятелни личности в индустрията на граничните изчисления (на английски: Edge computing).
През 2021 и 2024 г. Time включва Хуанг в годишния списък Time 100 на 100-те най-влиятелни хора в света.